# Achaghi Farajan
Achaghi Farajan (en azéri : Aşağı Fərəcan) est un village d'Azerbaïdjan, situé dans le raïon de Latchine.

## Histoire
Le village, appelé alors Harar (Հարար) et peuplé d'Arméniens, est fortement touché par les combats lors de la guerre arméno-azerbaïdjanaise en 1918.
À partir de 1922, il fait partie de la République socialiste soviétique d'Azerbaïdjan
En 1992, le village passe sous le contrôle des forces armées arméniennes lors de la guerre du Haut-Karabagh. Il est ensuite intégré dans la république autoproclamée d'Artsakh, au sein de la région de Kashatagh.
Le 1er décembre 2020, le village repasse sous la souveraineté de l'Azerbaïdjan, comme l'ensemble du raion de Latchine, conformément à l'accord de cessez-le-feu du Haut-Karabakh,.

## Population
En 2015, la population s'élevait à 44 habitants.

## Économie
Les activités principales de la population sont l'agriculture et l'élevage.

## Culture et patrimoine
Le village abrite les ruines de l'église Saint-Étienne (Սուրբ Ստեփանոս եկեղեցի, Surb Stepanos Yekeghetsi), qui remonte aux XVe et XVIe siècles.